# 防衛秘密の漏洩
防衛秘密の漏洩（ぼうえいひみつのろうえい）とは、防衛秘密を外部に漏らす行為。2001年（平成13年）の自衛隊法改正により、漏洩を共謀し、教唆し、または煽動した者双方に罰則を科されることとなった。場合によっては、過失による漏洩でも罰則が科されることもある。また、報道などで防衛省における秘密すべてを防衛秘密と表現される場合もあるため、正規の防衛秘密以外についても記述する。

## 再発防止に向けての取り組み
- 防衛監察本部の新設や情報漏洩事案に対しての罰則が強化されたほか、各自衛隊に設置されていた情報保全隊を一つに統合再編し自衛隊情報保全隊とし、防衛大臣直轄の部隊として運用するほか、厳罰をもって処することで防諜体制の強化を図る動き等が、現在までに判明している。
- なお、本件は平成19年度自衛隊記念日中央式典（観閲式）において福田康夫内閣総理大臣が自ら訓示で再発防止を強く指示したほか、防衛省改革会議[1] における一つの課題となっている。
- 一連の事案の発端である海上自衛隊においては2010年までにシンクライアント方式のパソコン約3万台を配備する見通しであることが報じられていた[2]。本配備見通し報道は事実ではないが訂正報道もなく、現在の動向は不明となっている。

## 漏洩により科される罰
いずれも刑事処分であり、このほか漏洩の程度に応じ部内罰として懲戒処分も科される。刑事事件として起訴され禁錮以上の刑に処された場合、隊員の欠格条項に該当するため失職する（起訴され、裁判所に係属している間の処遇は「無罪推定の原則」により、有罪が確定するまで休職扱いとなる）。
- 職務上知り得た秘密を漏洩した場合は1年以下の懲役または3万円以下の罰金
- 特定秘密の場合は10年以下の懲役または情状により10年以下の懲役及び1000万円以下の罰金
- 特別防衛秘密は日米相互防衛援助協定等に伴う秘密保護法により10年以下の懲役

イージス艦情報漏洩の発端として逮捕された3等海佐に対して適用されたことが同法施行後初めての適用となった。

## 秘密漏洩事件

### 防衛庁データ流出事件
1959年4月、防衛庁（当時）は第二次防衛力整備計画において地対空ミサイルの導入を検討しており、ボマークとナイキが有力候補であった。旧陸軍航空本部の技術将校出身で、航空幕僚監部調査課の技術班長だった為我井忠敬が二つのミサイルの比較研究を行っていた。
同年4月、元大本営陸軍部参謀で、当時は航空幕僚監部調査課長であった原四郎は、陸軍幼年学校と陸軍士官学校、陸軍大学校の同期であり、当時、伊藤忠商事で政治工作を担っていた瀬島龍三からの依頼で、為我井が作成したボマークの性能データを集めた資料（B4判、約20ページ）を伊藤忠商事に貸し出した。資料は、為我井曰く「ボマークのデータを代理店の日商を通じてボーイングに出させてまとめたものだから、内容の9割9分は大した秘密じゃない。だがその中に米軍から独自に取った秘密度の高いデータも加えていたから、取り扱いを少し厳重にした」という代物であった。ボマークの資料は代理店の伊藤忠商事を通じてダグラス社に流出し、軍事機密漏れを察知した米軍から防衛庁に対して厳重抗議が行われた。その後の防衛庁の内部調査により、資料の通し番号から出所が原だと判明した。
責任を問われた原は防衛庁戦史室に左遷された。原は、5年後に自衛隊を定年退官した後に伊藤忠電子計算サービス（現・伊藤忠テクノソリューションズ）取締役に就任している。為我井は後に、「実は原さんが資料を渡す前、伊藤忠航空部員が僕に『資料を貸して』と言ってきたが、僕は断った。だからその部員は瀬島さんに口利きを依頼したのだろう。原さんは頼まれると嫌と言えない性格の人だった。」と証言している。為我井は事件の翌年4月に自衛隊を退職し、伊藤忠商事航空機部に入社している。

### 宮永スパイ事件
元調査学校副校長の陸将補・宮永幸久及び現職隊員2名がソビエト連邦大使館付GRUの職員に常続的に秘密情報を売り渡した事件。自衛隊法第59条（守秘義務）違反で1980年（昭和55年）逮捕の後、防衛庁長官久保田円次と陸上幕僚長永野茂門が引責辞任。宮永に懲役1年、ほか2名には懲役8ヶ月の判決が下され、有罪が確定した。

### ボガチョンコフ事件
2000年6月、防衛研究所所属の海上自衛官（3等海佐）が機密文書2件を無許可で複製しロシア国駐在武官ビクトル・ボガチョンコフ大佐に手渡したというもの。ボガチョンコフは外交特権を以って警視庁への同行を拒否し出国、3等海佐は自衛隊法（守秘義務）違反で起訴、懲戒免職となった。その後、3等海佐には懲役10ヶ月の判決が下され、有罪が確定した。
本事件を機に自衛隊法が改正、「防衛秘密」（2014年12月に施行された特定秘密の保護に関する法律により現在は「特定秘密」に改称）を制定するとともに陸海空の調査隊が「情報保全隊」に改組される（これに伴い「日米相互防衛援助協定等に伴う秘密保護法」により規定されていた旧「防衛秘密」は「特別防衛秘密」と名称が改められる）。

### ファイル共有ソフトによる情報漏洩
2004年（平成16年）以降、陸上自衛隊・海上自衛隊・航空自衛隊の各自衛隊員が職場に私物のパソコンを持ち込み、業務に利用していたが、秘密のデータを保存したまま自宅へ持ち帰りWinnyその他のファイル共有ソフトを使用したため、Antinnyをはじめとする暴露ウイルスに感染する事案が多発。これにより装備品の性能諸元・コールサイン等の軍事機密情報が漏洩した。漏洩した情報の中には米国からもたらされた軍事機密情報等も含まれていた。
私物PCによる事務作業及び業務データの持ち出しが原因で 軍事機密情報が簡単に筒抜けになってしまったことに危機感を持った防衛庁（当時）は2006年（平成18年）2月、軍事機密情報の保守施策として私物パソコンの持ち込みを厳禁としたほか、DELLより40億円分のパソコンを緊急調達し隊員に割り当てた。しかしその後も内部資料の流出（武器庫内見取り図や部内専用の訓練資料、隊員名簿・住所録等の個人情報）は後を絶たず、あまりのお粗末な防諜体制が国内外から懸念され、情報管理体制の強化が課題の一つとなっている。

### 防衛省1等空佐の情報リーク事件
2005年（平成17年）5月31日付の読売新聞朝刊に、中国海軍の潜水艦が事故のため南シナ海で航行不能と報じられた。この記事には米側の極秘情報もあり、情報管理を徹底するよう要請を受けた。
これに伴い、陸上自衛隊警務隊は情報本部の1等空佐を自衛隊法違反（防衛秘密の漏洩）容疑で取り調べてきたが、2008年3月25日当人を東京地検に書類送検したことを防衛省が発表した。（同法違反により自衛官が書類送検されたのは本件が初）
防衛省によると、記者の取材の手段・方法が、贈賄や脅迫など刑事法に触れる場合、情を通じるなど社会通念上是認できない態様である場合、教唆罪が成立するとされる。捜査は米国側に「情報保全」への取り組みを示す狙いがあったが、メディア側が必要以上に萎縮する可能性も指摘されている。なお、書類送検された1佐は刑事処分が確定する前に懲戒免職を宣告されたため、不起訴（起訴猶予）となった。

### 内部情報の無断持出と中国等への無断渡航
2006年（平成18年）8月には、海上自衛隊対馬防備隊上対馬警備所の自衛官（一等海曹）が、持ち出し禁止の内部情報を無断で持ち出し、防衛省に許可無く中華人民共和国上海市などへの渡航を繰り返していたことが判明したほか、自衛官が、情報漏洩事件を苦に自殺した上海総領事館員が訪れていたのと同じカラオケ店に出入りしていたこともわかった。実際に自衛官らによって、海自の内部情報が中国国内に持ち込まれたり総領事館員と接触していたかどうかは不明だが、同月にこの事件で海自の取り調べを受けていた自衛官1人が護衛艦内で自殺している。

### イージス艦情報漏洩
海上自衛隊第1護衛隊群（神奈川県横須賀市）の2等海曹がイージス艦の構造図面などを持ち出した。神奈川県警本部警備部と海自警務隊は極めて秘匿性の高い「特別防衛秘密（特防秘）」に当たるとして、2007年4月4日以降、日米相互防衛援助協定等に伴う秘密保護法違反の疑いで捜査を進めてきた。
これは、1月に2等海曹の中国籍の妻を出入国管理及び難民認定法（出入国管理法）違反容疑で調べた際、同県警が押収した外付けハードディスク（HDD）内にイージス艦の情報が発見されたことで発覚した。
当該2等海曹は1995年から1999年に同群所属のイージス艦「きりしま」に所属していたが、機関担当でシステム中枢部のCIC（戦闘指揮所）に入れる立場になかった。
捜査当局は情報の流出元や経路の特定を進めていたが、2007年12月13日、事案の発端となった開発隊群プログラム業務隊所属（当時）の3等海佐を逮捕したことが報じられた。特別防衛秘密が含まれていることを認識していた上で情報を拡散させた行為が極めて悪質であるとして、当該3等海佐は初の日米相互防衛援助協定等に伴う秘密保護法違反容疑で起訴（2008年12月に懲戒免職）されたほか、流出の舞台となった海上自衛隊第1術科学校では一連の事案に係わった隊員5名が書類送検されるという、防衛省・自衛隊創設以来最悪の情報漏洩事件となった。2008年3月21日に防衛省が発表した一連の不祥事に係わる懲戒処分状況 によると、本事案に関与した隊員3名（起訴された3等海佐を含む）が懲戒免職、17名が6日以上の停職（重処分）となった。
流出した情報には最高軍事機密ともいえるレーダー性能の限界や迎撃プログラム、使用する電波帯などがある可能性があり、これは日米間のみならず、同システムを採用する国の安全保障すら脅かす恐れがあり、当時の海上幕僚長の辞任の一因ともなった。
起訴された被告人については2008年10月の横浜地方裁判所第一審で有罪判決を受け即日控訴したが、2009年12月の東京高等裁判所において控訴棄却となり、懲役2年6ヶ月執行猶予4年の有罪判決が確定した。
事案の発端となった中国人女性は事件発覚後に国外追放されたにもかかわらず、日本に再入国して横浜中華街に潜伏していたことが明らかになっている。

### 部内資料流出事件
元陸上自衛隊東部方面総監泉一成が退官後の2013年、現職陸将を含む自衛官を通じて陸上自衛隊の部内資料をロシア連邦軍参謀本部情報総局（GRU）所属の駐在武官、セルゲイ・コワリョフに流出させたことが発覚。警視庁公安部は2015年12月4日付で泉と部下の現職自衛官5人を自衛隊法違反、コワリョフを同教唆の容疑で書類送検した。公安部は、すでに帰国済みのコワリョフに対して外務省を通じて出頭を要請したが、ロシア側からは拒否された。12月18日付で書類送検された関係者が不起訴（起訴猶予）となったことを受け、防衛省は同年12月22日付で、教範を泉に提供した陸上自衛隊富士学校長の渡部博幸陸将と第12旅団司令部の男性1等陸尉、陸上自衛隊小平学校所属の女性3等陸佐の3名を戒告処分。渡部陸将は事件発覚後陸上幕僚監部付に更迭されていたが、同日辞職した。
教範は「機密」に該当しないが、購入は内部決裁が必要なうえ情報公開請求で明かされない実質的秘密も含まれるため、公安部は守秘義務の対象と判断した。元武官がさらに機密性の高い情報を得ようとした疑いもあるとみて、泉元陸将の埼玉県内の自宅を家宅捜索するなど裏付けを進めていた。

### 早期警戒機情報漏洩事件
2013年1月、航空自衛隊航空開発実験集団司令部の研究開発部計画課長（1等空佐）がアメリカ政府から提供された「特別防衛秘密」指定の早期警戒機「E-2D」の性能データの入ったUSBメモリーを日本の商社の社員に提供した。2020年1月27日、警視庁公安部が元1等空佐を日米相互防衛援助協定等に伴う秘密保護法違反容疑で逮捕し、2月7日に東京地検が起訴した。譲り渡されたデータは2010年ごろ、米政府から1等空佐に提供された物で、1等空佐は当時、装備品の改善や研究開発に携わる部門の研究室長で、漏洩時も含め、業務としてデータに接する立場だった。
データは商社を経由して約半年後に製造元のノースロップ・グラマンとは別の米航空機メーカーに渡り、そのメーカー側が問題視し米政府に通報したため漏洩が発覚した。

### 特定秘密漏洩事件
2022年12月26日、防衛省は、特定秘密保護法が定める「特定秘密」を元海将に漏らしたとして、当時の情報業務群（現在の艦隊情報群）司令（1等海佐）を懲戒免職処分とし、同日、警務隊が同法違反などの容疑で書類送検した。1佐は、自衛艦隊司令官を務めた元海将に自身の講演活動のため情報提供を求められ、2020年3月、日本周辺の情勢に関し収集した特定秘密の情報を伝えた。さらに自衛隊の運用や訓練などの秘密情報も漏らした。 元海将と1佐ははかつて上司と部下の関係にあり、防衛省は1佐が元海将に対して「強い畏怖の念」があったとしている。当時の自衛艦隊司令部情報主任幕僚（1等海佐）は停職5日とし、既に退職している当時の自衛艦隊司令官と海上幕僚長については減給などの懲戒処分相当とした。
2023年3月14日、横浜地方検察庁は元1佐を不起訴処分にした。漏洩が文書などの形ではなく口頭であったため、内容が特定秘密に当たるかどうかの立証が難しいと判断したとみられる。

### その他の事案
- 2007年（平成19年）5月14日、仮想敵国特殊部隊への対処法や自衛隊格闘術の技を指導する陸上自衛隊の内部向けの教育ビデオがYouTubeに漏洩していることが判明した。このビデオは全ての自衛隊関係者が教養の一環として視聴するものに過ぎず、機密に属するものではないが、「対抗部隊の構成、武器」「ボウガン、鈍器の使用方法」「敵遊撃部隊の前進速度・潜伏要領」「捕虜の取り扱い」「昼間射撃」 「遭遇時の至近距離射撃」「近接戦闘（殺人術）」などを説明。犯罪を企てる者に悪用される恐れがあるとして、防衛省は公式に遺憾の意を表明した。
- 2007年（平成19年）10月19日の産経新聞朝刊第一面には海上自衛隊第22航空群（長崎県大村市）所属の1等海尉が内規に違反して秘密情報を含んだデータをLANに接続されたパソコン内に保存していた事を理由に処分されていたことが報じられた。該当データの外部流出は現段階で確認されていないという。海上幕僚監部では処分内容未公表の理由を「（公表の）基準に満たなかったから」と説明しているが、情報管理体制の不備が未だ改善されていないことに加え、組織ぐるみの隠蔽体質も浮き彫りになったことがうかがえる[18][19]。
- 第33次派遣海賊対処行動水上部隊としてソマリア沖で活動中だった護衛艦「あさぎり」で、艦長の2等海佐が寄港地などが分かる情報を公表前に自分のスマートフォンを使いFacebookで複数回公開していた。防衛省はこれを情報保全義務違反に当たると判断し、2019年（令和元年）5月24日付で2等海佐を護衛艦隊司令部付に更迭[20]。6月24日付で停職7日の懲戒処分とした[21]。
- 陸上自衛隊が次世代機関銃の調達先募集を始めたことを受け、住友重機が試験用にサンプル品を作製したが、2021年4月、同社がその部品の作製を委託した下請企業が中国企業に再委託していたことが判明。サンプルの部品の設計図面が中国に流出した（外為法違反）。住友重機と下請企業が、4月28日付で、経済産業省からの厳重注意を受ける事態となった[22]。